# Kepler-19 c
Kepler-19 c est une exoplanète en orbite autour de Kepler-19, une étoile plus jeune et un peu plus petite que le Soleil située à environ ∼ 717 a.l. (∼ 220 pc) du Système solaire dans la constellation de la Lyre. Un système planétaire à trois corps a été détecté autour de cette étoile :
| Planète                          | Masse (M⊕)    | Rayon (R⊕)    | Demi-grand axe (UA) | Période orbitale (d)        | Excentricité    | Inclinaison (°) |
| -------------------------------- | ------------- | ------------- | ------------------- | --------------------------- | --------------- | --------------- |
|                                  |               |               |                     |                             |                 |                 |
| Kepler-19 b                      | 8,4+1,6 −1,5  | 2,209 ± 0,048 | ?                   | 9,287 16+0,000 04 −0,000 06 | 0,12 ± 0,02     | 89,94           |
| Kepler-19 c                      | 13,1 ± 2,7    | ?             | ?                   | 28,731+0,012 −0,005         | 0,21+0,05 −0,07 | ?               |
| Kepler-19 d                      | 22,5+1,2 −5,6 | ?             | ?                   | 62,95+0,04 −0,30            | 0,05+0,16 −0,01 | ?               |
|                                  |               |               |                     |                             |                 |                 |
|                                  |               |               |                     |                             |                 |                 |
| Système planétaire de Kepler-19. |               |               |                     |                             |                 |                 |

L'existence de Kepler-19c a été postulée à partir des perturbations observées dans les transits mesurés par le télescope spatial Kepler pour l'exoplanète Kepler-19 b, avant d'être ultérieurement confirmée. Sa masse est environ de 13 fois celle de la Terre, l'inclinaison de son plan orbital sur la voûte céleste est d'au plus 87,5° (car sinon elle transiterait devant Kepler-19) et sa période orbitale est d'un peu moins de 29 jours.